# Poa alpina
Poa alpina es una especie botánica de pastos de la subfamilia Pooideae. Crece en toda Europa y zonas templadas de América del Norte.

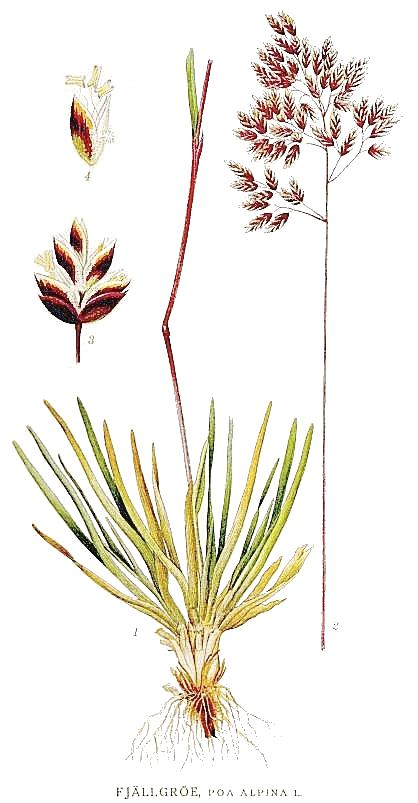
Ilustración

## Descripción
Poa alpina en su mayoría vive en suelos rocosos, formando matas densas de 10-20 cm de diámetro, ocupa una posición dominante en los prados alpinos, en los ecosistemas de tierras bajas está formada en gran parte por la escasez de las poblaciones locales en áreas no aptas para el crecimiento de otras plantas, como la sombra o el suelo roto.
Se reproduce tanto sexual como vegetativamente. Destaca por un alto grado de adaptación para la reproducción vegetativa, formando espiguillas especializada con yemas vegetativas junto con las flores.
Tiene rizoma es corto, alcanza una altura de 5-50 cm, glabro, liso. Las hojas son lineales, a  puntiagudas, gruesas, planas, de 2-3 mm de ancho, rara vez a 5 mm, liso, son numerosas. Lígulas de hasta 4 mm. Espiguillas ampliamente ovadas, de hasta 5-7, y 10 mm, con 3-7-flores. Glumas amplias.

## Taxonomía
Poa alpina fue descrita por Carolus Linnaeus y publicado en Species Plantarum 1: 67. 1753.
Etimología
Poa: nombre genérico derivado del griego poa = (hierba, sobre todo como forraje).
alpina: epíteto latino que significa "alpino, de la montaña".
Sinonimia
| - Poa appennina Jan - Poa attenuata Czetz - Poa badensis subsp. insularis (Parl.) Hayek - Poa bivonae Parl. - Poa blepharachne Steud. - Poa borisii Stef. - Poa brevifolia Gaudich. - Poa brizoides Wohll. - Poa cilianensis Biv. ex Steud. - Poa discolor Hoppe ex Trin. - Poa divaricata Vill. - Poa djurdjurae Batt. & Trab. - Poa elbrussica Timpko - Poa flavescens Thomas ex Hegetschw. - Poa frigida Gaudich. - Poa hosteana Schur - Poa insularis Parl. - Poa intermedia (Ambrosi) Dalla Torre & Sarnth. | - Poa macedonica (Acht.) Stoeva & Kouharov - Poa macedonica var. achtarovii Stoeva & Kouharov - Poa macedonica var. nana Stoeva & Kouharov - Poa macedonica var. pseudovivipara Stoeva & Kouharov - Poa macedonica var. tenuifolia Stoeva & Kouharov - Poa olympica Schott, Nyman & Kotschy - Poa parnassica Boiss. & Heldr. - Poa pratensis var. alpina (L.) Huds. - Poa × sabauda Beauverd - Poa scheuchzeri Pourr. ex Steud. - Poa stolonifera Bellardi - Poa stricta Hegetschw. & Heer - Poa subalpina Schur - Poa violascens Phil. - Poa vivipara (L.) Willd. - Uralepis mutica E.Fourn. - Uralepsis mutica E.Fourn. |